# Jade Mandorino
Jade Mandorino (Neuchâtel, 1º maggio 1990) è una ballerina svizzera, attualmente al  primo posto del ranking mondiale WRRC assieme al fratello Maurizio.

## Biografia
Figlia d'arte, in quanto anche i genitori sono stati in passato dei ballerini di rock and roll famosi soprattutto in Svizzera (assieme hanno creato la Rock Club Gino, società sportiva che prende il nome dal padre di Jade), comincia a ballare sin da giovanissima. Nel 1993 entra a far parte, assieme al fratello Maurizio, del Tic-Tac Rock Club, un'associazione sportiva di Cernier e, dopo aver danzato per un breve periodo di tempo con altri partner, finalmente nel 2004 va a formare una delle coppie più vincenti del panorama nazionale assieme al fratello.
Assieme cominciano a ballare in una competizione degna di nota nel 2005 e nello stesso anno entrano a far parte anche della nazionale svizzera di rock and roll; i risultati non si fanno attendere e già l'anno successivo vincono il titolo svizzero replicando poi il successo nel 2007 e nel 2008. In campo internazionale invece, dopo essersi classificati al secondo posto a Sciaffusa 2006, riescono a vincere il titolo mondiale l'anno successivo precedendo sul podio la coppia russa composta da Ivan Youdin e Olga Sbitneva. Ed è proprio con questi ultimi che i due fratelli si sono dovuti alternare sul primo gradino del podio durante le ultime quattro edizioni dei Mondiali (i russi attualmente sono in vantaggio per 3 a 1 nelle vittorie).
Dopo aver partecipato ai World Games 2009 i Mandorino hanno annunciato la definitiva rottura della loro pluri-premiata coppia; alla base di questa dolorosa decisione sembra esserci un problema alla schiena da parte di Maurizio che ormai si protrae da qualche anno. Jade tuttavia ha sempre affermato di voler continuare a ballare e attualmente sta cercando un nuovo ballerino.

## Palmarès
- 2006: Campionato Svizzero
- 2007: Campionato Svizzero e Campionato del Mondo
- 2008: Campionato Svizzero

A queste vittorie vanno aggiunti tre secondi posti al Campionato del Mondo rispettivamente nel 2006, 2008 e 2009.